# Dirección General de Estadística de Gabón
La antigua Dirección general de estadística y estudios económicos de Gabón (en francés: Direction générale de la statistique et des études économiques, sigla DGSEE), creada en 1976 por las nuevas autoridades, fue transformada en 2011 por la actual Dirección General de Estadística (en francés: Direction Générale de la Statistique, en inglés: General Directorate of Statistics, sigla DGS ). Se trata del servicio estadístico oficial de Gabón, que organiza sus actividades según el marco más amplio del sistema estadístico de Gabón. 
La DGS es una rama del gobierno central bajo la autoridad del Ministro responsable. El 31 de mayo de 1983, mediante decreto, se determinaron sus competencias y organización.  En términos generales, la DGS es responsable de la coordinación técnica del sistema estadístico nacional y de estudiar, sistematizar y difundir datos estadísticos para las autoridades de Gabón, el sector privado o los organismos internacionales. Miembro de Afristat, desde 2009 está dirigido por Francis Thierry Tiwinot .